# ویختکی دوژه
ویختکی دوژه (به لاتین: Wiechetki Duże) یک روستا در لهستان است که در گمینا بیلانه واقع شده‌است.